# 林白水
林白水（1874年1月17日—1926年8月6日），原名林獬，又名万里，字少泉，号宣樊、退室学者、白话道人，笔名白水。福州府闽县青圃村人，中华民国初年政治家，独立报人。。林白水以笔锋犀利而著称，曾在民国初年的北京多家报刊发表过时事评论。1926年因在文中讥讽军阀张宗昌而遭到杀害。

## 生平
1874年1月17日，林白水生於福州。曾祖林唐卿曾在貴州做官，林白水三歲時曾祖去世，自此家道中落。外曾祖黃滄州是督學。因為家中窮困，由母親教他識字。1887年，到黃氏家塾讀書，師從高啸桐。1892年，母親得了肺病，他經老師介紹到林伯颖杭州的家塾任教，以維持家計。結識同在家塾教書的林纾，並且開始在上海的報紙上投稿寫作。1893年，與林紓、林長民等在杭州孤山組織聚會稱之為『林社』。後又应同乡、杭州知府林启之邀，先后执教于杭州蚕桑学堂、求是书院。1896年，創辦《杭州白话报》，宣傳打倒滿清、革新教育和公民積極參政。1899年春，因為躲避清政府抓捕而返回原籍，並和方声涛、黄层云等在福州创办蒙学堂。在學堂，他和林覺民、林盛初、方聲洞等人一起討論如何進行革命。
1902年4月，與蔡元培、章太炎、劉申叔等人在上海創辦愛國女校，參與中国教育会。因為感於日本和俄國的侵略，辦『俄事警聞』，後改名『警鐘日報』。10月17日，南洋公學發生退學風潮，經中國教育會協助成立爱国学社，林白水亦有參加。1903年，創辦『中国白话报』和『和平日報』，並參加華興會，又和藍天蔚組織學生義勇軍，訓練學生以備革命。且於此時開始主張暗殺當權朝臣，博取民眾關注。1904年11月19日，與萬福華、劉光漢、鄒容在上海英租界金谷香菜館刺殺與俄國親密的王之春，但王之春未死。萬福華被逮捕，與章士釗、黃興等人一起受牽連被租界巡捕房逮捕。後經保釋出獄，再次返回福州原籍，被閩浙總督魏光燾委任在福州興辦小學。後自費往東京，譯書賺取資費，在早稻田大學聽講，並結識林森和孫中山，加入中國同盟會。取締風波後回國，又間赴日本，來往於東京、浙閩。1906年，為時於南京新軍中的革命黨人趙聲、劉光漢籌款。
1910年夏，歸國，與表弟黃展雲一起編書，為革命籌資。辛亥革命後福建光復，回閩任福建省法制局局长，福建省临时议会议员，並加入共和党。1913年，北上进京，做直隸軍署秘書長，並當選众议院议员。李厚基奉袁世凱命都督福建，抓捕革命黨人，林白水返回福州，為革命黨同志脫罪。1914年1月，袁世凯下令解散国会，另舉行政治会议和约法会议，林白水返回北京，轉任參政院參政。1917年，脫離政界，辭去議席，專任報館主筆，發行『公言報』。1919年五四运动後，經理胡政之脫離『公言報』，林白水任總編兼經理。1921年3月，又與胡政之创办『新社会报』，被曹錕查封後更名『社会日报』。1922年2月，因披露吴佩孚挪用盐余公债的黑幕，被警察厅勒令停刊。
1926年8月5日，发表时评《官僚之运气》，称张宗昌智囊潘复“某军阀之肾囊”，激怒当时督京的张宗昌，8月6日凌晨1点以“通敌有证”被逮捕，未经司法程序，4点10分被押赴天桥枪决。这一天离邵飘萍被杀相距不过百日。两个著名报人因言获罪，在同一地点遭到处决，后1928年北京《自立晚报》以“萍水相逢百日间”作为新闻标题回顾报道此事。
1928年6月29日，北京各界新闻机构80位知名人士组成“邵飘萍、林白水追悼大会筹备会”，于1928年8月19日在下斜街全浙会馆召开追悼大会，由北平第一任市长何其巩主持。

## 家庭和纪念
林育有一女林慰君（1913-1987），早年毕业于国立北平师范大学，抗战期间在北平报馆上班，但1940年被有“倒戈将军”之称的石友三强娶为五姨太，幸好同一年石友三因当汉奸而被其部下活埋身死，林获得解脱。
抗日胜利后的1948年赴美，1955年跟王渤生结婚。林慰君长期担任美国国防语言学院教授，同时笔耕不辍，尤其她1969年曾在台湾《传记文学》第十四卷第一、二、三、五期发表《林白水传》，后来集结成书，有梁敬錞、成舍我作序，正文为林慰君的《先父的一生》，之后有附录五则，其中有林白水遗著《生春红室金石述记》（并有容庚和陈汉第的跋）、徐佛苏写的哀诔，以及黄翼云等写的林的传略。日后林慰君更在《林白水传》的基础上，多方搜集新的史料，最终扩展成《我的父亲林白水》一书。
美国跟中华人民共和国建交后，林慰君两次去大陆，除为其父申报烈士证书，更帮忙收集文物，为在其父故乡福建闽侯建造林白水纪念馆。1986年夏纪念馆落成，林慰君有发表讲话，并将其父生前收藏和使用的部分文物捐献给福建省博物馆。